# Tommy Medica
Thomas Anthony Medica (né le 9 avril 1988 à San José, Californie, États-Unis) est un ancien joueur de premier but ayant évolué pour les Padres de San Diego dans la Ligue majeure de baseball en 2013 et 2014.

## Carrière
Joueur des Broncos de l'Université de Santa Clara, Tommy Medica est drafté en 14e ronde par les Padres de San Diego en 2010. À l'université, Medica évolue à la position de receveur, mais il se disloque l'épaule droite en plongeant lors d'une course autour des buts, une blessure qu'il aggrave l'année suivante à sa première saison professionnelle avec un club des ligues mineures affilié aux Padres. Il devient alors joueur de premier but. C'est dans ce rôle qu'il gradue dans le baseball majeur, mais en 2014 il tente sa chance au poste de joueur de champ extérieur lors des entraînements.
Medica débute dans les majeures avec San Diego le 11 septembre 2013. À cette première partie, disputée aux Phillies de Philadelphie, il réussit contre le lanceur étoile Cliff Lee son premier coup de circuit, qui est aussi son premier coup sûr au plus haut niveau. En 19 matchs joués pour les Padres en fin de saison 2013, Medica affiche une moyenne au bâton de ,290 avec 3 circuits et 10 points produits.